# Patricius
Der Titel Patricius wurde im spätrömischen Reich von Konstantin dem Großen zu einem hohen Ehrentitel gemacht, der nur an die engsten Vertrauten des Kaisers verliehen wurde. Diese wurden damit symbolisch mit den Verwandten des Kaisers gleichgestellt. Der Titel wurde später oft an hohe Militärs wie den magister militum vergeben; der Kreis der Personen, denen der Titel verliehen wurde, wechselte allerdings. In Westrom kennzeichnete der Titel patricius spätestens seit Constantius III. den jeweils mächtigsten magister militum, der im 5. Jahrhundert in der Regel die Geschicke des Westens bestimmte. Vor diesem Hintergrund wird verständlich, dass sich auch nach dem Untergang des Weströmischen Reiches 476 Heermeister wie Odoaker und Theoderich der Große um den Titel bemühten, der im Westen in Kombination mit dem Heermeistertitel de facto eine fast kaisergleiche Macht verlieh: Der magister militum et patricius war faktischer Regierungschef. Daneben konnten auch hohe zivile Beamte patricii sein.
In Ostrom hatte der Titel keine entsprechende Bedeutung, war aber gleichwohl sehr exklusiv: Im fünften und sechsten Jahrhundert musste ein patricius hier Konsul, magister militum, magister officiorum, Praefectus praetorio oder Stadtpräfekt von Rom bzw. Konstantinopel (gewesen) sein – der Titel kam also nur für einen sehr kleinen Kreis von amtierenden oder ehemaligen Würdenträgern in Frage. Der Titel sollte an die patrizischen Senatorengeschlechter der Republik und der frühen Kaiserzeit erinnern, die über ein enormes Sozialprestige verfügt hatten. Damit verbunden war aber nicht die Zugehörigkeit zu einem bestimmten adligen Stand, denn der Titel war nicht erblich; so wurde er auch an „Barbaren“ verliehen, die sich etwa als Militärs bewährt hatten. Nach dem Ende des Westreiches wurden durch den Ostkaiser sogar barbarische Herrscher damit ausgezeichnet, unter anderem, wie erwähnt, Theoderich der Große sowie 508 möglicherweise auch der fränkische rex Chlodwig I. Sie konnten dank dieses Titels in ihren Territorien wie Vizekaiser agieren. 
Patricius war bis zum Ende der Spätantike im Oströmischen Reich ein gebräuchlicher Titel und blieb es dann (als Patrikios) auch in mittelbyzantinischer Zeit bis ins 12. Jahrhundert. Im nachantiken Byzanz wurde der Titel dabei auch an die Kommandeure bestimmter Themen und bald auch oft an Senatoren verliehen und verlor an Exklusivität. 
754 verlieh Papst Stephan II. dem Frankenkönig Pippin sowie seinen Söhnen Karl und Karlmann anlässlich ihrer Königssalbung auch den Titel Patricius Romanus. Im Heiligen Römischen Reich (dort bis Heinrich V.) war patricius – in Nachahmung von Byzanz – zeitweilig ein hoher Ehrentitel.